# Karl von Suckow
Karl Ludwig Emil von Suckow (* 15. März 1787 in Goldberg (Passee); † 7. Januar 1863 in Stuttgart) war ein württembergischer Oberst und Schriftsteller.

## Leben

### Herkunft
Karl entstammte dem mecklenburgischen Adelsgeschlecht von Suckow. Seine Eltern waren der 1792 in den Reichsadelsstand gehobene mecklenburgische Amtmann, hessen-darmstädtischer Oberforstmeisters und Erbherr auf Goldberg (Passee), Moltenow und Niendorf, Gottfried von Suckow (1753–1816) und dessen erste Ehefrau, die Pastorentochter aus Wismar, Dorothea Hahn (1752–1794).

### Werdegang
Suckow trat im Jahre 1800 in Berlin als Junker in das Infanterieregiment „Alt-Larisch“ der Preußischen Armee ein. Er avancierte 1804 zum Leutnant und nahm an der Schlacht bei Jena und Auerstedt und Blüchers Rückzug nach Lübeck teil, wo er in französische Gefangenschaft geriet.
Durch den Frieden von Tilsit schied Suckow als Ausländer aus preußischen Diensten und trat 1808 in die Württembergische Armee ein. Er wurde als Leutnant bei der Garde zu Fuß angestellt und rückte 1809 gegen Vorarlberg aus. Suckow stieg 1810 zum Oberleutnant auf und wurde 1814 Hauptmann im Jägerregiment „König“. Er nahm am kompletten Russlandfeldzug teil, der die Grundlage bildete für sein 1863 veröffentlichtes Buch. In der Schlacht bei Bautzen wurde er schwer verwundet.
Seine Laufbahn setzte sich erst 1828 mit seiner Beförderung zum Major und Bataillonskommandant im 5. Infanterieregiment fort. 1834 avancierte er zum Oberstleutnant und wurde 1842 schließlich Oberst und Regimentskommandeur. Suckow erhielt 1848 seinen Abschied mit Pension unter Versetzung in das Ehreninvalidencorps.
Wegen seiner militärischen Verdienste war er Ritter der Ehrenlegion und des Militärverdienstordens geworden.

### Familie
Karl vermählte sich 1826 in München mit Emma von Calatin (1807–1876), einer natürlichen Tochter des bayerischen Feldzeugmeisters und letzten regierenden Reichsgrafen der Grafschaft Pappenheim, Karl Theodor von Pappenheim (1771–1853). Aus der Ehe gingen zwei Söhne hervor.
- Friedrich Karl Wilhelm Ludwig (1827–1848), k.k. Kadett im Infanterieregiment Nr. 8
- Albert (1828–1893), württembergischer General der Infanterie und Kriegsminister

## Schriften
- Aus meinem Soldatenleben. Verlag Adolph Krabbe, Stuttgart 1863. (Digitalisat)